# Azizjon Gʻaniyev
Azizjon Alijon oʻgʻli Gʻaniyev (ur. 22 lutego 1998 w Dżyzaku) – uzbecki piłkarz, występujący na pozycji pomocnika w emirackim klubie Shabab Al-Ahli Dubaj oraz w reprezentacji Uzbekistanu.

## Kariera
Na podstawie:
| Klub                 | Miasto | Debiut                                                     | Sukcesy                                           |
| -------------------- | ------ | ---------------------------------------------------------- | ------------------------------------------------- |
| Nasaf Karszy         | Karszy | 2 kwietnia 2015 Nasaf Karszy 3:0 FK Qo‘qon 1912            | - Superpuchar Uzbekistanu 2015/16                 |
| Shabab Al-Ahli Dubaj | Dubaj  | 10 lutego 2020 Pakhtakor Taszkent 2:1 Shabab Al-Ahli Dubaj | - Mistrz Zjednoczonych Emiratów Arabskich 2022/23 |

## Statystyki

### Klubowe[2][3]
(aktualne na dzień 30 czerwca 2023)
| Klub                 | Sezon   | Liga                    | Liga  | Liga   | Puchar krajowy | Puchar krajowy | Kontynentalne | Kontynentalne | Suma  | Suma   |
| Klub                 | Sezon   | Liga                    | Mecze | Bramki | Mecze          | Bramki         | Mecze         | Bramki        | Mecze | Bramki |
| -------------------- | ------- | ----------------------- | ----- | ------ | -------------- | -------------- | ------------- | ------------- | ----- | ------ |
| Nasaf Karszy         | 2015    | Oʻzbekiston PFL         | 2     | 0      | 0              | 0              | –             | –             | 2     | 0      |
| Nasaf Karszy         | 2016    | Oʻzbekiston PFL         | 16    | 0      | 0              | 0              | 4             | 0             | 20    | 0      |
| Nasaf Karszy         | 2017    | Oʻzbekiston PFL         | 27    | 2      | 0              | 0              | 2             | 0             | 29    | 2      |
| Nasaf Karszy         | 2018    | Oʻzbekiston PFL         | 15    | 3      | 0              | 0              | 7             | 2             | 22    | 5      |
| Nasaf Karszy         | 2019    | Oʻzbekiston PFL         | 23    | 2      | 3              | 1              | –             | –             | 26    | 3      |
| Nasaf Karszy         | Łącznie | Łącznie                 | 83    | 7      | 3              | 1              | 13            | 2             | 99    | 10     |
| Shabab Al-Ahli Dubaj | 2019/20 | UAE Arabian Gulf League | 0     | 0      | 0              | 0              | 6             | 1             | 6     | 1      |
| Shabab Al-Ahli Dubaj | 2020/21 | UAE Arabian Gulf League | 15    | 1      | 4              | 0              | 4             | 0             | 23    | 1      |
| Shabab Al-Ahli Dubaj | 2021/22 | UAE Arabian Gulf League | 8     | 0      | 2              | 0              | 6             | 3             | 16    | 3      |
| Shabab Al-Ahli Dubaj | 2022/23 | UAE Arabian Gulf League | 26    | 3      | 3              | 0              | –             | –             | 29    | 3      |
| Shabab Al-Ahli Dubaj | Łącznie | Łącznie                 | 49    | 4      | 9              | 0              | 16            | 4             | 74    | 8      |
| Shabab Al-Ahli Dubaj | Łącznie | Łącznie                 | 147   | 2      | 9              | 0              | 1             | 0             | 157   | 2      |

### Reprezentacyjne[4]
(aktualne na dzień 23 maja 2023)
| Występy i gole w reprezentacji | Występy i gole w reprezentacji | Występy i gole w reprezentacji | Występy i gole w reprezentacji | Występy i gole w reprezentacji | Występy i gole w reprezentacji | Występy i gole w reprezentacji | Występy i gole w reprezentacji | Występy i gole w reprezentacji |
| Lp.                            | Data                           | Miasto                         | Przeciwnik                     | Wynik                          | Czas                           | Gole                           | Inne                           | Rozgrywki                      |
| ------------------------------ | ------------------------------ | ------------------------------ | ------------------------------ | ------------------------------ | ------------------------------ | ------------------------------ | ------------------------------ | ------------------------------ |
| 1.                             | 25.07.2017                     | Taszkent                       | Kirgistan                      | 5:0 (2:0)                      | 46'–90'                        |                                |                                | mecz towarzyski                |
| 2.                             | 14.11.2017                     | Abu Zabi                       | Zjednoczone Emiraty Arabskie   | 0:1 (0:1)                      | 46'–90'                        |                                |                                | mecz towarzyski                |
| 3.                             | 19.05.2018                     | Teheran                        | Iran                           | 0:1 (0:1)                      | 1'–90'                         |                                |                                | mecz towarzyski                |
| 4.                             | 08.06.2018                     | Montevideo                     | Urugwaj                        | 0:3 (0:1)                      | 1'–73'                         |                                |                                | mecz towarzyski                |
| 5.                             | 12.10.2020                     | Abu Zabi                       | Zjednoczone Emiraty Arabskie   | 2:1 (0:0)                      | 1'–90'                         |                                |                                | mecz towarzyski                |
| 6.                             | 12.11.2020                     | Szardża                        | Syria                          | 0:1 (0:0)                      | 1'–90'                         |                                |                                | mecz towarzyski                |
| 7.                             | 17.11.2020                     | Dubaj                          | Irak                           | 1:2 (1:0)                      | 1'–90'                         |                                |                                | mecz towarzyski                |
| 8.                             | 09.10.2021                     | Amman                          | Malezja                        | 5:1 (3:1)                      | 1'–90'                         |                                |                                | mecz towarzyski                |
| 9.                             | 15.11.2021                     | Gori                           | Gruzja                         | 0:1 (0:1)                      | 46'–90'                        |                                |                                | mecz towarzyski                |
| 10.                            | 27.01.2022                     | Dubaj                          | Sudan Południowy               | 3:0 (2:0)                      | 46'–90'                        |                                |                                | mecz towarzyski                |
| 11.                            | 28.03.2023                     | ?                              | Wenezuela                      | 1:1 (0:1)                      | 1'–90'                         |                                |                                | mecz towarzyski                |

## Osiągnięcia
Na podstawie:

### Klubowe
(aktualne na dzień 30 czerwca 2023)
- Superpuchar Uzbekistanu 2015/16
- Mistrz Zjednoczonych Emiratów Arabskich 2022/23

### Reprezentacyjne
(aktualne na dzień 30 czerwca 2023)
- Mistrz Azji U-23 2018